# Traité de Westminster (1756)
Pour les autres traités du même nom, voir Traité de Westminster.

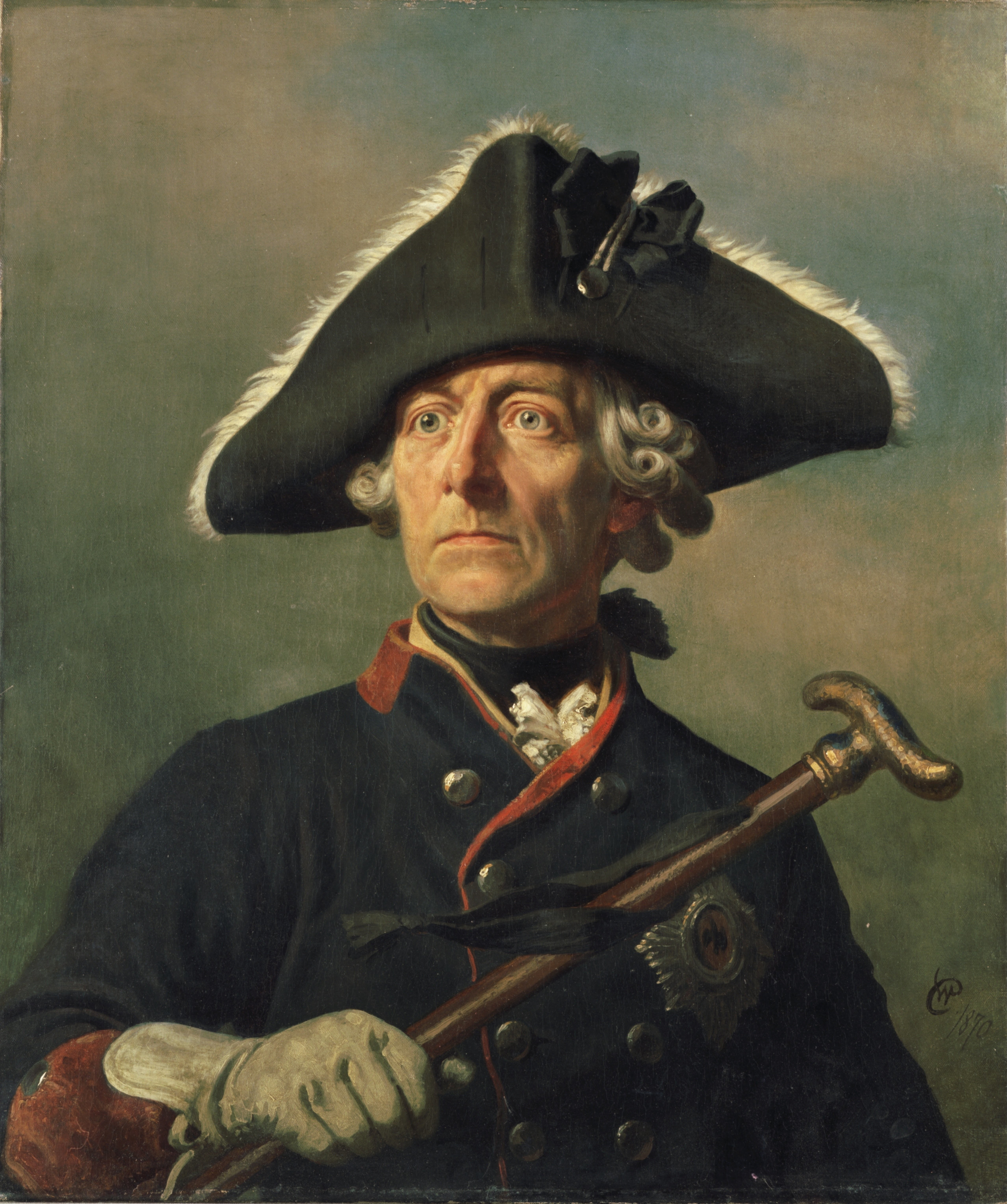
Frédéric II, roi de Prusse pendant l'alliance, était le neveu de George II et le cousin germain de George III, les souverains respectifs de la Grande-Bretagne et du Hanovre.

Le traité de Westminster, signé le 16 janvier 1756, est un traité de neutralité signé entre la Prusse de Frédéric II et la Grande-Bretagne de George II.
Les Britanniques, déjà en guerre larvée contre la France dans les colonies outre-atlantiques, craignaient une attaque française sur le Hanovre et souhaitent détacher la Prusse de l'alliance française. Selon les termes de l'accord, la Prusse et la Grande-Bretagne s'engagent à empêcher à toute autre puissance étrangère le passage à travers l'Allemagne.
Ce retournement étonne l'Europe et favorise le rapprochement entre la France et l'Autriche, qui se traduira par le traité de Versailles. Cet épisode diplomatique est connu sous le nom de Révolution diplomatique.